# Vibrissina carinata
Vibrissina carinata là một loài ruồi trong họ Tachinidae.